# Raeta
Raeta — род морских двустворчатых моллюсков из семейства Anatinellidae отряда Veneroida. Известны в ископаемом виде. Длина раковины до 7 см (Raeta plicatella). Встречаются в Тихом и Атлантическом океанах, в основном у берегов юго-восточной Азии, Австралии, а также Северной и Южной Америк от тропических до субтропических вод. Малоподвижные донные моллюски, зарывающиеся в ил на глубине от 0 до 285 м. Расселяются при помощи пелагической личинки. Они безвредны для человека, их охранный статус не определён, объектами промысла не являются.

## Виды
На декабрь 2024 года в род включают следующие виды:
- Raeta meridionalis Tate, 1889
- Raeta pellicula (Reeve, 1854)
- Raeta plicatella (Lamarck, 1818)
- Raeta pulchella (A. Adams & Reeve, 1850)
- Raeta tenuis (Dall, 1898) †
- Raeta undulata (A. Gould, 1851)